# Seznam chráněných území v okrese Blansko
Toto je seznam chráněných území v okrese Blansko aktuální k roku 2021, ve kterém jsou uvedena chráněná území v oblasti okresu Blansko.
| Kód  | Obrázek                                                       | Typ  | Název                            | Rozloha (ha) | Galerie Commons                                                                   | Popis území | Souřadnice                       |
| ---- | ------------------------------------------------------------- | ---- | -------------------------------- | ------------ | --------------------------------------------------------------------------------- | --- | -------------------------------- |
| 189  | Babí lom                                                      | PR   | Babí lom                         | 23,13        | Kategorie „Babí lom“ na Wikimedia Commons                                         | Skalnatý hřeben budovaný červenými devonskými slepenci | 49°18′47″ s. š., 16°34′37″ v. d. |
| 1920 | Babolský háj                                                  | PP   | Babolský háj                     | 5,05         | Kategorie „PP Babolský háj“ na Wikimedia Commons                                  | Mokřad s výskytem vzácného kapradiníku bažinného | 49°35′34″ s. š., 16°34′30″ v. d. |
| 1010 | Bačov                                                         | PP   | Bačov                            | 3,02         | Kategorie „Bačov (natural monument)“ na Wikimedia Commons                         | Ojedinělé paleontologické naleziště krytolebců (stegocepalus) | 49°31′38″ s. š., 16°38′10″ v. d. |
| 1930 | Balcarova skála                                               | PR   | Balcarova skála - Vintoky        | 7,09         | Kategorie „Balcarova skála - Vintoky“ na Wikimedia Commons                        | Jeskyně Balcarka, Vintocká propast, společenstva skalních stepí | 49°22′34″ s. š., 16°45′32″ v. d. |
| 612  | okraj PR nad Rybníčky                                         | PR   | Bayerova                         | 17,37        | Kategorie „Bayerova (Křtiny)“ na Wikimedia Commons                                | Smíšený lesní porost na kulmských drobách | 49°18′44″ s. š., 16°45′3″ v. d.  |
| 1186 | Bílá voda                                                     | PR   | Bílá voda                        | 31,70        | Kategorie „Bílá voda(nature reserve)“ na Wikimedia Commons                        | Smíšené převážně listnaté porosty na vápencových svazích | 49°24′ s. š., 16°46′ v. d.       |
| 151  | Býčí skála                                                    | NPR  | Býčí skála                       | 181,58       | Kategorie „Býčí skála Cave“ na Wikimedia Commons                                  | Druhově bohatá přírodní společenstva dubového, bukovo-dubového, dubovo-bukového a bukového vegetačního stupně | 49°18′27″ s. š., 16°41′41″ v. d. |
| 1011 | Les u rybníka Cukl                                            | PP   | Cukl a Rozsečské rašeliniště     | 17,53        | Kategorie „PP Cukl a Rozsečské rašeliniště“ na Wikimedia Commons                  | Mokřadní louky – refugium obojživelníků | 49°31′12″ s. š., 16°27′ v. d.    |
| 1461 | Čepičkův vrch a údolí Hodonínky                               | PR   | Čepičkův vrch a údolí Hodonínky  | 105,31       | Kategorie „Čepičkův vrch a údolí Hodonínky“ na Wikimedia Commons                  | Bukové a jasanové javořiny s hojným výskytem měsíčnice vytrvalé, zbytky lužních lesů při Hodonínce | 49°29′47″ s. š., 16°21′59″ v. d. |
| 1805 | Černá skála                                                   | PP   | Černá skála                      | 0,12         | Kategorie „Černá skála (natural monument, Blansko District)“ na Wikimedia Commons | Jezírko na dně opuštěného lůmku s hojným výskytem obojživelníků | 49°23′29″ s. š., 16°47′50″ v. d. |
| 1806 | Pohled na lokalitu                                            | PP   | Čtvrtky za Bořím                 | 3,10         | Kategorie „Natural monument Čtvrtky za Bořím“ na Wikimedia Commons                | Dálniční výkop s přirozenou sukcesí, bohatá lokalita vstavačů (vstavač vojenský) | 49°25′36″ s. š., 16°33′39″ v. d. |
| 1866 | Durana                                                        | PR   | Durana                           | 46,83        | Kategorie „Durana (nature reserve)“ na Wikimedia Commons                          | Jedinečný komplex bukových porostů s ojedinělými exempláři mohutných jedlí | 49°35′37″ s. š., 16°46′47″ v. d. |
| 1867 | Habrová                                                       | PP   | Habrová                          | 18,22        | Kategorie „Habrová (Blansko District)“ na Wikimedia Commons                       | Zachovalý zbytek přirozených porostů habrů s bohatou květenou | 49°28′44″ s. š., 16°23′21″ v. d. |
| 617  |                                                               | NPR  | Habrůvecká bučina                | 88,56        | Kategorie „Habrůvecká bučina“ na Wikimedia Commons                                | Smíšený lesní porost s převahou buku | 49°19′11″ s. š., 16°41′45″ v. d. |
|      | Halasovo Kunštátsko                                           | PřP  | Halasovo Kunštátsko              | 6 830        | Kategorie „Nature park Halasovo Kunštátsko“ na Wikimedia Commons                  | | 49°31′23″ s. š., 16°30′53″ v. d. |
| 1868 | PP Hersica                                                    | PP   | Hersica                          | 23,27        | Kategorie „Hersica“ na Wikimedia Commons                                          | Mokřadní společenstva s přirozenými olšinami a masovým výskytem bledule jarní | 49°28′33″ s. š., 16°26′56″ v. d. |
| 1869 | Horní Bělá                                                    | PP   | Horní Bělá                       | 22,44        | Kategorie „Horní Bělá (natural monument)“ na Wikimedia Commons                    | Luční enkláva v údolní nivě Bělé se zachovalými břehovými porosty | 49°32′21″ s. š., 16°43′58″ v. d. |
| 1872 | Kačiny                                                        | PP   | Kačiny                           | 31,71        | Kategorie „Kačiny“ na Wikimedia Commons                                           | Jedna z nejvýše položených habřin s bohatou květenou | 49°28′49″ s. š., 16°23′42″ v. d. |
| 1873 | Kavinský potok                                                | PR   | Kavinský potok                   | 6,04         | Kategorie „Kavinský potok“ na Wikimedia Commons                                   | Eroze drobných vodních toků v souvrství fylitů, rul a krystalických vápenců, výskyt vzácného kapraďorostu sleziníku zeleného | 49°35′27″ s. š., 16°24′59″ v. d. |
| 1874 | PP Krkatá bába                                                | PP   | Krkatá bába                      | 9,02         | Kategorie „Krkatá bába“ na Wikimedia Commons                                      | Významné skalní útvary s přirozenými společenstvy zakrslých borodoubrav | 49°23′4″ s. š., 16°31′46″ v. d.  |
| 5613 | spodní etáž lomu                                              | PP   | Křtinský lom                     | 2,96         | Kategorie „Křtinský lom“ na Wikimedia Commons                                     | Unikátní rostlinná a živočišná společenstva, která se vyvinula v prostoru bývalého lomu. Nejcennější částí lomu je jeho spodní patro s mokřadem, na který je vázána populace silně ohroženého čolka velkého. Z vzácných rostlinných druhů se zde vyskytují prstnatec pleťový, ostřice pozdní a orobinec sítinovitý. Jako významný krajinný fenomén je předmětem ochrany rovněž samotných útvar lomu           | 49°18′23″ s. š., 16°44′32″ v. d. |
| 1921 | Kunštátská obora                                              | PP   | Kunštátská obora                 | 10,12        | Kategorie „Kunštátská obora“ na Wikimedia Commons                                 | Listnaté porosty okolo zámku Kunštát, ptačí hnízdiště | 49°29′59″ s. š., 16°30′40″ v. d. |
| 1922 | Lebeďák                                                       | PP   | Lebeďák                          | 9,28         | Kategorie „Lebeďák“ na Wikimedia Commons                                          | Zakrslá doubrava a skalní lada s významnou květenou | 49°28′26″ s. š., 16°38′ v. d.    |
| 1923 | Lhotské jalovce a stěny                                       | PP   | Lhotské jalovce a stěny          | 18,13        | Kategorie „Lhotské jalovce a stěny“ na Wikimedia Commons                          | Skalní útvary s pestrou mozaikou společenstev | 49°32′52″ s. š., 16°23′13″ v. d. |
| 1875 | Loucká obora                                                  | PP   | Loucká obora                     | 12,45        | Kategorie „Loucká obora“ na Wikimedia Commons                                     | Přestárlý bukový porost s jasanem a bohatou květenou | 49°30′31″ s. š., 16°25′46″ v. d. |
| 1808 |                                                               | PR   | Louky pod Kulíškem               | 5,30         | Kategorie „Louky pod Kulíškem“ na Wikimedia Commons                               | Zamokřelé louky se dvěma rybníčky, bohatá květena, výskyt otakárka ovocného | 49°30′12″ s. š., 16°27′50″ v. d. |
| 1807 | Lysická obora                                                 | PP   | Lysická obora                    | 61,27        | Kategorie „Lysická obora“ na Wikimedia Commons                                    | Bývalá obora navazující na zámecký park, sbírka domácích i exotických dřevin | 49°27′30″ s. š., 16°31′45″ v. d. |
|      | Krajina východně od Bedřichova                                | PřP  | Lysicko                          | 4 009        | Kategorie „Nature park Lysicko“ na Wikimedia Commons                              | |                                  |
| 1906 | Oblast rezervace                                              | PR   | Mokřad pod Tipečkem              | 2,09         | Kategorie „Mokřad pod Tipečkem“ na Wikimedia Commons                              | Významná společenstva pramenišť, podmáčených luk a mokřadů | 49°19′42″ s. š., 16°44′21″ v. d. |
| 72   | Krasová výzdoba Punkevní jeskyně                              | CHKO | Moravský kras                    | 9 200        | Kategorie „Moravian Karst“ na Wikimedia Commons                                   | | 49°16′41″ s. š., 16°44′3″ v. d.  |
| 1877 | Nad Berankou                                                  | PP   | Nad Berankou                     | 13,00        | Kategorie „Nad Berankou“ na Wikimedia Commons                                     | Zbytky listnatých suťových porostů, ukázka zvětrávání rul | 49°29′48″ s. š., 16°23′43″ v. d. |
| 1809 | Pohled na opravené jezírko v parku                            | PP   | Park Letovice                    | 27,58        | Kategorie „Park Letovice“ na Wikimedia Commons                                    | Zalesněné strmé skalnaté svahy nad Svitavou, na mírnějších svazích a temeni parková úprava | 49°32′31″ s. š., 16°34′36″ v. d. |
| 1064 | Pavlovské mokřady                                             | PR   | Pavlovské mokřady                | 125,40       | Kategorie „Pavlovské mokřady“ na Wikimedia Commons                                | Rašeliniště přechodového charakteru s typickou vegetací | 49°31′14″ s. š., 16°47′39″ v. d. |
| 1065 | Ploník                                                        | PR   | Ploník                           | 25,97        | Kategorie „Ploník (nature reserve)“ na Wikimedia Commons                          | Mokřadní společenstva s řadou vzácných druhů rostlin, refugium obojživelníků | 49°29′19″ s. š., 16°26′30″ v. d. |
| 592  | Rakovec                                                       | PR   | Rakovec                          | 36,08        | Kategorie „Rakovec (nature reserve)“ na Wikimedia Commons                         | Starý lesní porost s převahou buku a borovic | 49°19′9″ s. š., 16°47′45″ v. d.  |
| 5709 | Rakovecké stráně a údolí bledulí                              | PR   | Rakovecké stráně a údolí bledulí | 112,7612     | Kategorie „Rakovecké stráně a údolí bledulí“ na Wikimedia Commons                 | Geomorfologický útvar, významný krajinný fenomén a výjimečný ekotop této rezervace, reprezentovaný jednak zachovalými přírodě blízkými společenstvy starých převážně listnatých lesů, poskytujících zázemí celé řadě vzácných druhů živočichů a rostlin | 49°18′15″ s. š., 16°49′12″ v. d. |
|      |                                                               | PřP  | Rakovecké údolí                  | 1 120        | Kategorie „Rakovecké údolí“ na Wikimedia Commons                                  | | 49°18′23″ s. š., 16°50′13″ v. d. |
| 6235 |                                                               | PP   | Rudice – Seč                     | 6,9553       | Kategorie „Rudice – Seč“ na Wikimedia Commons                                     | Spodnokřídové sedimenty známé jako rudické vrstvy v hlubokých krasových depresích s nálezy křemenných geod, fosilií, jurských rohovců a limonitových konkrecí s příměsí hematitu; společenstva periodických tůní s makrofytní vegetací a rozvolněné trávníky písčin a mělkých půd se sporadickou vegetací s výskytem vzácných a ohrožených druhů rostlin a živočichů, zejména plavuně vidlačky a kuňky obecné | 49°19′58″ s. š., 16°42′59″ v. d. |
| 1185 | Místo propadání Jedovnického potoka nazvané Rudické propadání | NPP  | Rudické propadání                | 4,40         | Kategorie „Rudické propadání“ na Wikimedia Commons                                | Systém ponorů Jedovnického potoka, lokalita teplomilné květeny, zbytek přirozené smrčiny | 49°20′ s. š., 16°44′2″ v. d.     |
|      | Pohled směrem na Kořenec od PP Horní Bělá                     | PřP  | Řehořkovo Kořenecko              | 2 314        | Kategorie „Řehořkovo Kořenecko“ na Wikimedia Commons                              | | 49°33′8″ s. š., 16°45′40″ v. d.  |
| 2070 | Krápníková výzdoba jeskyně                                    | PR   | Sloupsko-šošůvské jeskyně        | 7,80         | Kategorie „Sloupsko-šošůvské jeskyně“ na Wikimedia Commons                        | Geomorfologicky cenné krasové území v devonských vápencích | 49°24′41″ s. š., 16°44′21″ v. d. |
|      | Svratecká hornatina                                           | PřP  | Svratecká hornatina              | 37 089       | Kategorie „Svratecká hornatina“ na Wikimedia Commons                              | |                                  |
| 615  |                                                               | PR   | U Nového hradu                   | 53,74        | Kategorie „U Nového hradu“ na Wikimedia Commons                                   | Přirozený smíšený lesní porost | 49°19′32″ s. š., 16°38′22″ v. d. |
| 647  | Křtinské údolí u Výpustku                                     | PR   | U Výpustku                       | 21,43        | Kategorie „U Výpustku“ na Wikimedia Commons                                       | Přirozené listnaté porosty se vzácnou květenou | 49°17′28″ s. š., 16°43′14″ v. d. |
| 1941 | Údolí Chlébského potoka                                       | PP   | Údolí Chlébského potoka          | 13,26        | Kategorie „Údolí Chlébského potoka (Blansko District)“ na Wikimedia Commons       | Zachování ojedinělého biotopu zvláště chráněných druhů rostlin | 49°28′35″ s. š., 16°23′14″ v. d. |
| 1810 | Pohled na louky                                               | PP   | V Jezdinách                      | 25,98        | Kategorie „V Jezdinách“ na Wikimedia Commons                                      | Členité údolní svahy, smíšené lesní porosty s enklávami polokulturních luk a vápencových lad | 49°35′38″ s. š., 16°26′11″ v. d. |
| 1187 | Malý hřebenáč                                                 | PR   | Vratíkov                         | 30,51        | Kategorie „Vratíkov (přírodní rezervace)“ na Wikimedia Commons                    | Ostrůvek devonských vápenců s jeskyněmi a vývěry, doklady osídlení pravěkým člověkem, výskyt netopýrů | 49°29′16″ s. š., 16°42′54″ v. d. |
| 290  | Malý výtok Punkvy                                             | NPR  | Vývěry Punkvy                    | 556,50       | Kategorie „Vývěry Punkvy“ na Wikimedia Commons                                    | Nejcennější část CHKO s celým systémem jeskyní a propastí Macochou | 49°21′47″ s. š., 16°42′23″ v. d. |
| 1880 | Žižkův stůl                                                   | PP   | Žižkův stůl                      | 23,81        | Kategorie „Žižkův stůl (Lhota u Lysic)“ na Wikimedia Commons                      | Ukázka periglaciálních forem reliéfu, zbytky listnatých porostů (s jilmem drsným), bohatá avifauna | 49°27′55″ s. š., 16°29′0″ v. d.  |